# Мариинская улица (Санкт-Петербург)

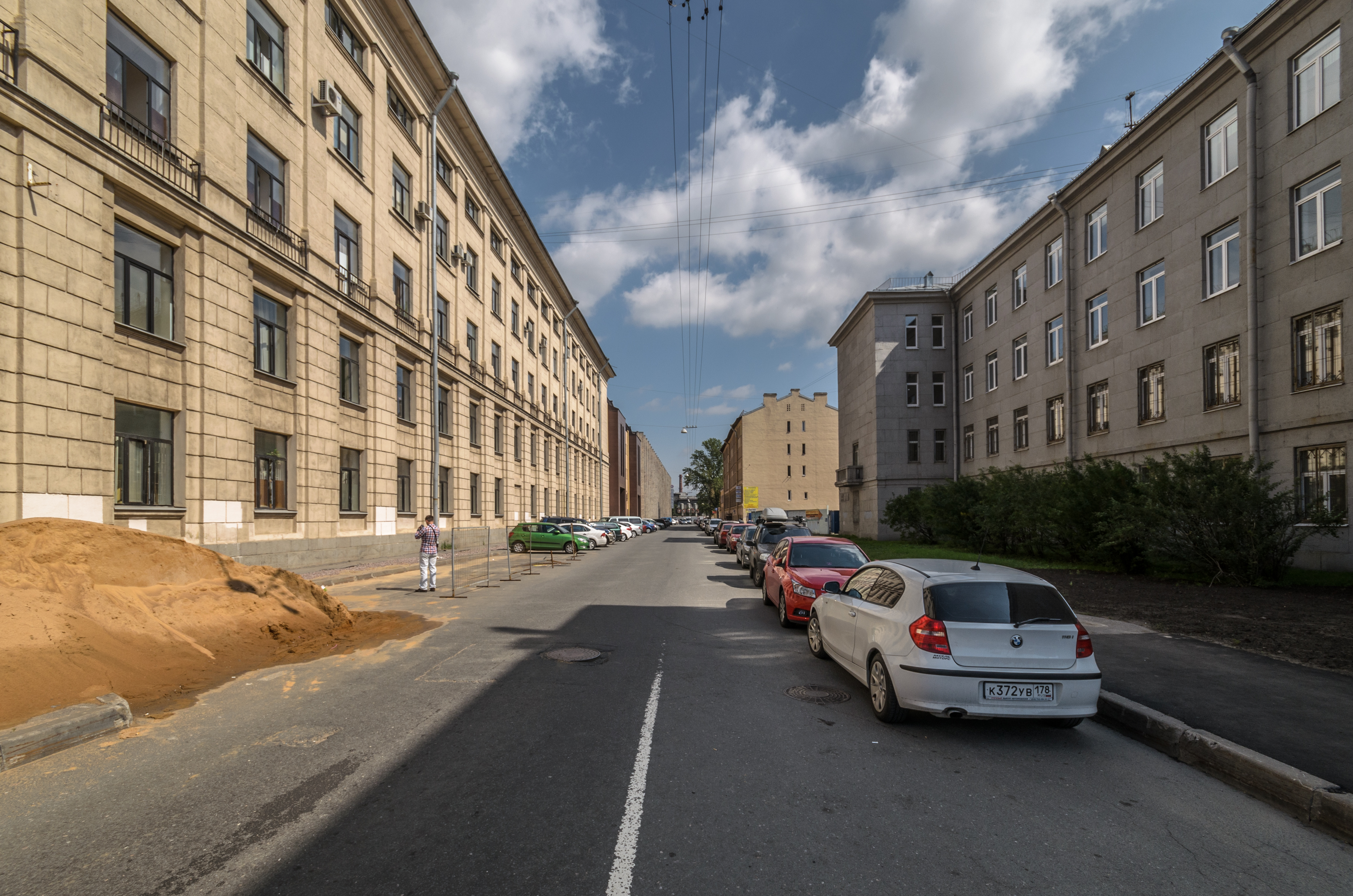
Вид от Московского проспекта

Мари́инская улица — улица в Московском районе Санкт-Петербурга, идущая от Московского проспекта до Герцогского переулка. Проходит вдоль завода «Электросила», параллельно улице Решетникова.

## История
Название известно с 1902 года в форме Мариинский переулок. С 1909 года употребляется в современной форме Мариинская улица.
В 2022 году участок улицы, выходящий на улицу Решетникова, был выделен в отдельный Герцогский переулок. Время, когда этот переулок (переименованный после 1917 года в переулок Труда) вошёл в состав Мариинской улицы, неизвестно.

## Здания
Улице принадлежат всего четыре адреса по нечётной стороне: дома 1, 5 (1910 года постройки, капремонт 1980), 7 (два дома под одним адресом — 7А и 7Б — 1900 года постройки, капремонт в 1972) и 17. Дом 5 имеет всего один подъезд, остальная часть дома была разрушена во время Великой Отечественной войны.